# Marjorie Sterrett Battleship Fund Award
De Marjorie Sterrett Battleship Fund Award is een onderscheiding van de Amerikaanse marine. De onderscheiding wordt jaarlijks uitgereikt door de Chief of Naval Operations (Overste van de Marineoperaties) aan een schip in de Atlantische vloot en aan een schip in de Stille Oceaanvloot.
De winnaar van de onderscheiding is het schip met de hoogste score in de jaarlijkse competitie voor de Battle Efficiency Awards, de onderscheidingen voor gevechtsefficiëntie. Aldus wordt de winnaar meestal gezien als het meest gevechtsklare schip. Dit is niet helemaal correct omdat er een beleid bestaat om de onderscheiding over de verschillende types schepen (vliegdekschepen, torpedobootjagers, onderzeeërs, enz.) te verdelen.
De onderscheiding omvat een kleine financiële vergoeding (ongeveer $ 500 in 2004). Dit geld moet door de kapitein in het ontspanningsfonds van het schip gestort worden. Het geld kan worden besteed aan sportuitrusting, prijzen voor sportwedstrijden, ontspanningsactiviteiten, feestjes en andere sociale activiteiten.

## Geschiedenis
Het Marjorie Sterrett Battleship Fund, het fonds achter de onderscheiding, werd in 1917 opgericht door de Tribune Association. Het begon met een kleine som geld bij de volgende lezersbrief, gepubliceerd op 4 februari 1916:
| "To the Editor of the New York Tribune "Dear Sir: "I read in your paper every morning a lot about preparedness. My grandpa and my great grandpa were soldiers. If I was a boy I would be a soldier, too, but I am not, so I want to do what I can to help. Mama gives me a dime every week for helping her. I am sending you this week's dime to help build a battleship for Uncle Sam. I know a lot of other kids would give their errand money if you would start a fund. I am 13 years old, and go to Public School No. 9, Brooklyn. Truly Yours, MARJORIE STERRETT I am a true blue American and I want to see Uncle Sam prepared to lick all creation like John Paul Jones did. P.S.—Please call the battleship America." |

| "Aan de uitgever van de New York Tribune "Geachte heer: "Elke ochtend lees ik veel over voorbereid zijn in uw krant. Mijn grootvader en overgrootvader waren soldaten. Als ik een jongen was zou ik ook een soldaat zijn, maar dat ben ik niet, dus wil ik doen wat ik kan om te helpen. Mama geeft me elke week tien cent voor mijn hulp. Ik zend jullie mijn tien cent van deze week om mee een slagschip te bouwen voor Amerika. Ik weet dat als jullie een fonds starten, vele anderen ook hun klusjesgeld zouden geven. Ik ben 13 jaar oud en ga naar Public School nr 9 in Brooklyn. Hoogachtend, MARJORIE STERRETT Ik ben een echte Amerikaan en ik had graag gezien dat Amerika voorbereid is om de hele schepping te verslaan, zoals John Paul Jones deed. P.S.-Noem het slagschip alsjeblieft America. |

De brief werd geschreven gedurende de opbouw van Amerikaanse troepen voor de Eerste Wereldoorlog, en kreeg overweldigende reacties. Voormalig president Theodore Roosevelt antwoordde met een handgeschreven brief, en een dollar bijdrage. Een paar dagen later ontmoette hij Marjorie in Manhattan. De Tribune publiceerde elke bijdrage. Kranten over het gehele land drukten Marjories brief af en zamelden geld in. Heel het land adoreerde haar, het maakte haar een bekendheid.
Uiteindelijk werd 20.000 dollar ingezameld. Het geld werd aan de marine aangeboden. Aanvankelijk weigerde die het geld, om wettelijke redenen. Er werd een nieuwe wet aangenomen die de marine de mogelijkheid bood het geld toch te aanvaarden, en begin 1917 werd 20.000 dollar overgemaakt aan de overheid.
Voor de Tweede Wereldoorlog werd het geld dat het fonds opbracht gebruikt als prijzengeld voor de schutters die de hoogste score haalden in korte-afstandsschietoefeningen, en aan de beste score voor torpedoschieten bij onderzeeërs.
Sinds het einde van de Tweede Wereldoorlog ligt de nadruk eerder op het gevechtsklaar zijn van het schip, en niet meer op de individuele prestaties.

## Lijst van winnaars sinds de Tweede Wereldoorlog
| jaar | Atlantische vloot                 | Stille oceaan vloot              |
| ---- | --------------------------------- | -------------------------------- |
| 2006 | USS Seawolf (SSN-21)              |                                  |
| 2005 | USS Chief (MCM 14)                | USS Safeguard (ARS-50)           |
| 2004 | USS Harry S. Truman (CVN-75)      | USS Carl Vinson (CVN-70)         |
| 2003 | USS Scout (MCM-8)                 | USS Boxer (LHD-4)                |
| 2002 | USS Leyte Gulf (CG-55)            | USS Milius (DDG-69)              |
| 2001 | USS Pennsylvania (SSBN-735) (G)   | USS Santa Fe (SSN-763)           |
| 2000 | USS Grapple (ARS-53)              | USS Salvor (ARS-52)              |
| 1999 | USS Dwight D. Eisenhower (CVN-69) | USS Constellation (CV-64)        |
| 1998 | USS Wasp (LHD-1)                  | USS Belleau Wood (LHA-3)         |
| 1997 | USS Normandy (CG-60)              | USS Cowpens (CG-63)              |
| 1996 | USS Boston (SSN-703)              | USS Henry M. Jackson (SSBN-730)  |
| 1995 | USS Edenton (ATS-1)               | USS Salvor (ARS-52)              |
| 1994 | USS George Washington (CVN-73)    | USS Kitty Hawk (CV-63)           |
| 1993 | USS Guam (LPH-9)                  | USS Comstock LSD-45              |
| 1992 | USS Yorktown (CG-48)              | USS Princeton (CG-59)            |
| 1991 | USS Oklahoma City (SSN-723)       | USS Florida (SSBN-728)           |
| 1990 | USS Yosemite (AD-19)              | USS Samuel Gompers (AD-37)       |
| 1989 | USS Forrestal (CV-59)             | USS Enterprise (CVN-65)          |
| 1988 | USS Inflict (MSO-456)             | USS Duluth (LPD-6)               |
| 1987 | USS Kidd (DDG-993)                | USS Fox (CG-33)                  |
| 1986 | USS Finback (SSN-670)             | USS Plunger (SSN-595)            |
| 1985 | USS Platte (AO-186)               | USS Roanoke (AOR-7)              |
| 1984 | USS Independence (CV-62)          | USS Kitty Hawk (CV-63)           |
| 1983 | USS Spiegel Grove (LSD-32)        | USS Duluth (LPD-6)               |
| 1982 | USS King (DDG-41)                 | USS Bainbridge (CGN-25)          |
| 1981 | USS Hammerhead (SSN-663)          | USS Los Angeles (SSN-688)        |
| 1980 | USS San Diego (AFS-6)             | USS White Plains (AFS-4)         |
| 1979 | USS John F. Kennedy (CVA-67)      | USS Midway (CV-41)               |
| 1978 | USS Manitowoc (LST-1180)          | onbekend                         |
| 1977 | USS Wainwright (CG-28)            | USS Roark (FF-105)               |
| 1976 | USS Flying Fish (SSN-673)         | USS Patrick Henry (SSBN-599)     |
| 1975 | USS Kalamazoo (AOR-6)             | USS Molala (ATF-106)             |
| 1974 | USS John F. Kennedy (CVA-67)      | USS Oriskany (CVA-34)            |
| 1973 | USS Inchon (LPH-12)               | USS Durham (LKA-114)             |
| 1972 | USS Dupont (DD-941)               | USS Waddell (DDG-24)             |
| 1971 | USS Dash (MSO-428)                | USS Energy (MSO-436)             |
| 1970 | USS Lapon (SSN-661)               | USS Catfish (SS-339)             |
| 1969 | USS Sylvania (AFS-2)              | USS Cree (ATF-84)                |
| 1968 | USS Intrepid (CVS-11)             | USS Coral Sea (CVA-43)           |
| 1967 | USS Shadwell (LSD-15)             | USS St. Francis River (LSMR-525) |
| 1966 | USS Harry E. Yarnell (CG-17)      | USS John R. Craig (DD-885)       |
| 1965 | USS Meadowlark (MSC-196)          | USS Persistent (MSO-491)         |
| 1964 | USS Shark (SSN-591)               | USS Scamp (SSN-588)              |
| 1963 | onbekend                          | USS Current (ARS-22)             |
| 1962 | USS Sargo (SSN-583)               | onbekend                         |
| 1961 | USS Blandy (DD-943)               | USS Somers (DD-947)              |
| 1960 | onbekend                          | onbekend                         |
| 1959 | USS Randolph (CVS-15)             | USS Hornet CVS-12                |
| 1958 | USS Rankin (AKA-103)              | USS Mahoning County (LST-914)    |
| 1950 | USS Sea Robin (SS-407)            | USS Charr (SS-328)               |
| 1949 | USS Fiske (DD-842)                | USS Newman K. Perry (DD-883)     |
| 1948 | USS Providence (CL-82)            | USS Helena (CA-75)               |

1948 was de eerste keer na de Tweede Wereldoorlog dat de onderscheiding uitgereikt werd. Vanwege de Koreaanse Oorlog werden er tussen 1951 en 1958 geen onderscheidingen uitgereikt.